# Det brinner en låga
Det brinner en låga är ett studioalbum från 1997 av Drifters.

## Låtlista
1. Det brinner en låga (Hans Backström, Peter Bergqvist)
2. Jag chansar.(I'm Walking) (Fats Domino, Dave Bartholomew, Margareta Forsberg)
3. Ring till mig (Tommy Gunnarsson, Elisabeth Lord)
4. Jag säger som det är (Ann Persson, Björn Alriksson)
5. Vila (Rose-Marie Stråhle)
6. Passar det inte så går jag (Tommy Gunnarsson, Elisabeth Lord)
7. Milda makter (Ulf Nordquist, Margareta Forsberg)
8. Du ger kärleken ett namn (Magnus Ekwall)
9. Tennesseevalsen (Tennessee Waltz) (Redd Stewart, Pee Wee King, Ninita, Tommy)
10. En vacker dag (Tommy Gunnarsson, Elisabeth Lord)
11. Den gamla goda tiden (Ulf Nordquist, Margareta Forsberg)
12. It's so Easy (Buddy Holly, Norman Petty)
13. Blå violer (Rose-Marie Stråhle)

### Fotnoter
1. ↑  ”Det brinner en låga”. Svensk mediedatabas. 28 februari 1997. http://smdb.kb.se/catalog/id/001515068. Läst 12 oktober 2014.